# Waterloo Ducks Hockey Club
Waterloo Ducks Hockey Club is een Belgische hockeyclub uit Waterloo. 

## Historiek
Waterloo Ducks - opgericht in 1988 - ontstond uit de fusie van Waterloo HC en het sportieve patrimonium van Ducks HC Ohain. De club is aangesloten bij de KBHB onder het stamnummer 202. In 1998 maakte het damesteam haar entree in de hoogste klasse, drie jaar later (2001) dwingt ook het herenteam de promotie af naar de eredivisie. In 2003 volgde een nieuwe mijlpijl toen het herenteam zich een eerste maal kwalificeerde voor een Europese competitie.
De heren werden vijfmaal landskampioen (2006, 2009, 2012, 2013 en 2014) en eenmaal de Beker van België (2004). De dames wonnen eenmaal de landstitel in de veldcompetitie (2018) en werden daarnaast driemaal landskampioen in het zaalhockey (2018, 2019 en 2020). 
In het seizoen 2018-'19 werd het grootste succes behaald: Het herenteam won de Euro Hockey League. In de finale versloegen ze KTHC Stadion Rot-Weiss met 4-0.

## Palmares
Heren
- 1x Winnaar Euro Hockey League: 2019
- 5x Landskampioen (veld): 2006, 2009, 2012, 2013 en 2014
- 1x Winnaar Beker van België (veld): 2004

Dames
- 1x Landskampioen (veld): 2018
- 3x Landskampioen (zaal): 2018, 2019 en 2020

## Bekende (ex-)spelers
- Vanessa Blockmans
- Gauthier Boccard
- Lucie Breyne
- Louise Cavenaile
- Manu Cockelaere
- Tanguy Cosyns
- Cédric De Greve
- France De Mot
- Alexandre de Paeuw
- Alexandre De Saedeleer
- Anne-Sophie De Scheemaekere
- Aisling D'Hooghe
- John-John Dohmen
- Tiphaine Duquesne
- Gaëtan Dykmans
- William Ghislain
- Simon Gougnard
- Gilles Jacob
- Antoine Kina
- Sophie Limauge
- Maxime Luycx
- Luca Masso
- Joanne Peeters
- Max Plennevaux
- Emilie Sinia
- Alexia 't Serstevens
- Vincent Vanasch
- Thomas Van Den Balck
- Simon Vandenbroucke
- Benjamin Van Hove
- Maxime Van Oost
- Caroline Wagemans
- Emily White
- Tommy Willems